# Zoraida Ortiz
Zoraida Ortiz Carrión (agosto de 1953 - septiembre de 2006) fue una Consejera en Rehabilitación Vocacional puertorriqueña que manejó la división de Empleo Sostenido y fue de las creadoras del "Nuevo Modelo", reorganización de la Administración de Rehabilitación Vocacional (ARV) del gobierno del Estado Libre Asociado de Puerto Rico. 

## Vida
Zoraida Ortiz Carrión nació el 27 de agosto de 1953 en San Juan, Puerto Rico y fue la tercera de cinco hermanos. Estudió parte de su infancia en la Academia San José de Caparra.Durante su niñez residió en la Urbanización Caparra Heights. Luego de un tiempo, Zoraida se trasladó a la Escuela Juan José Osuna, conocida como "la Osuna", donde completó su escuela superior.Ingresó a la Universidad de Puerto Rico en Río Piedras a los 16 años. Fue admitida a la Facultad de Ciencias Sociales  donde estudió sociología. Allí comenzó a tener interés en la política y se unió a la Federación Universitaria Pro Independencia (FUPI) durante la década de los 70'. Durante esta época Zoraida fue activa en las luchas pro independencia y fue líder de zona del entonces Partido Socialista Puertorriqueño (PSP). Zoraida termina su bachillerato y trabaja de azafata para una aerolínea comercial por unos años. Regresa a Puerto Rico y termina sus estudios pos graduados en Consejería en Rehabilitación en la Universidad de Puerto Rico y realiza su práctica en Nueva York donde reside por un año. A finales de los 70', Zoraida contrae nupcias y tiene dos hijos. Zoraida entra a la Administración de Rehabilitación Vocacional en donde funge como consejera y luego es puesta a cargo del diseño de la división de Empleo Sostenido, donde su misión sería proveer empleo para gente discapacitada. Una de las mayores poblaciones que salieron beneficiadas de esto fue la población de personas con Síndrome de Down. Luego de esto, Zoraida es promovida a la oficina central de la Administración de Rehabilitación Vocacional en donde luego se le encomendaría ser una de las diseñadoras de la nueva estructuración de la agencia. En el 2005, Zoraida termina la encomienda de reestructurar la agencia y es promovida al puesto de directora de Evaluación y Ajuste, pero en ese mismo año es diagnosticada con cáncer en el pulmón. Luego de ser diagnosticada, Zoraida continua en sus funciones en la agencia mientras combatía la enfermedad, hasta que ya la misma fue demasiado avanzada. Falleció en septiembre de 2006 en San Juan, Puerto Rico a los 53 años de edad.
El manual de la Administración de Rehabilitación Vocacional es dedicado a ella y también fue reconocida póstumamente en varias actividades de la agencia.